# Berbérust-Lias
Berbérust-Lias település Franciaországban, Hautes-Pyrénées megyében. Lakosainak száma 44 fő (2022. január 1.). Berbérust-Lias Saint-Créac, Gazost, Ger, Geu, Ourdon, Ousté és Saint-Pastous községekkel határos.

## Népesség
A település népességének változása:
| Lakosok száma | 58   | 53   | 50   | 50   | 51   | 51   | 49   | 46   | 44   |
|               | 2013 | 2015 | 2016 | 2017 | 2018 | 2019 | 2020 | 2021 | 2022 |